# Бобуров Руслан Юрійович
Русла́н Ю́рійович Бобу́ров (позивний «Німець») (23 березня 1966, с. Сигнаївка, Шполянський район, Черкаська область — 31 січня 2015, м. Щастя, Луганська область) — учасник АТО, солдат, кулеметник, боєць 24-го окремого штурмового батальйону «Айдар». Нагороджений орденом «За мужність» III ступеня (посмертно). Нагороджений нагрудним знаком «За оборону Луганського аеропорту» (посмертно).

## Життєпис
Мешканець Катеринополя, активіст Майдану. Воював у «Айдарі» майже від дня створення батальйону. Брав участь у багатьох ризикованих операціях, не раз був на межі загибелі. Так, під час штурму Георгіївки куля снайпера, відрикошетивши від передньої пластини, застрягла в комірі його бронежилета. Але Руслан тоді залишився в строю і завдяки роботі його зенітної установки вдалося утримати плацдарм, від якого вже були готові відступити бійці батальйону.
Загинув 31 січня 2015 р. під час обстрілу з РСЗВ «Град» ТЕС у місті Щастя, Луганської області разом з солдатом В. Жеребилом.
Місце поховання: смт Катеринопіль, Черкаська область.

## Нагороди та вшанування
- Указом Президента України № 270/2015 від 15 травня 2015 року, «за особисту мужність і високий професіоналізм, виявлені у захисті державного суверенітету та територіальної цілісності України, вірність військовій присязі», нагороджений орденом «За мужність» III ступеня (посмертно)[6].
- Нагороджений нагрудним знаком «За оборону Луганського аеропорту» (посмертно).
- 1 грудня 2015 р. рішенням Катеринопольської селищної ради на честь Руслана Бобурова перейменовано колишню Залізничну вулицю районного центру[7].
- Вшановується в меморіальному комплексі «Зала пам'яті», в щоденному ранковому церемоніалі 31 січня[8][9].